# 에드워드 흑태자
에드워드 흑태자(Edward the Black Prince, 1330년 6월 15일~1376년 6월 8일)는 에드워드 3세의 장남이다. 옥스퍼드셔의 우드스톡 궁전에서 태어났기 때문에 우드스톡의 에드워드(Edward of Woodstock)라고도 불린다. 1337년 콘월 공작, 1343년 웨일스 공의 작위를 받았고 1362년에서 1372년까지 아키텐 공작의 지위에 있었다. 왕위 계승자였으나 아버지보다 먼저 사망하여 왕이 되지는 못하였다. 왕위는 그의 아들 리처드 2세에게 돌아갔다.
흑태자는 백년 전쟁기간 동안 가장 성공적인 승리를 거둔 잉글랜드 측 사령관으로 꼽힌다. 그는 기병 운용에 새로운 전술을 도입하였으며 살아있는 동안 가장 위대한 기사로 칭송받았다. 1346년 흑태자 에드워드는 크레시 전투에서 프랑스군에 궤멸적인 타격을 입히며 승리하였고, 이후 백년 전쟁의 초기인 에드워드 전쟁 시기 장 2세를 생포한 푸아티에 전투를 비롯하여 여러 전투에서 승리하였다.
푸아티에 전투에서 승리한 뒤 에드워드 흑태자는 잉글랜드로 귀환하였다. 1360년 그는 에드워드 3세와 장 2세 사이의 강화 조약을 중재하였다. 1362년 아키텐 공의 지위에 올랐지만 알브레를 비롯한 가스코뉴 지역의 귀족들은 그의 종주권을 인정하지 않았다. 1364년 에드워드 3세는 흑태자에게 잉글랜드와 가스코뉴 용병단의 약탈 행위를 금지하라는 명령을 내렸다. 1366년 에드워드 흑태자는 카스티야 왕국의 페드로 1세, 나바라 왕국의 카를로스 2세와 계약을 체결하여 페드로 1세에게 차관을 빌려주는 담보로 이베리아 반도 북부의 항구 카스트로 우르디알레스와 비스케이를 조차지로 삼았다. 이는 나바라 왕국과 연결되는 통로의 안전을 확보하기 위한 것이었다. 1367년 카스티야의 페드로 1세의 이복 동생이자 라이벌이었던 엔리케가 에드워드에게 도전장을 보내왔다. 같은 해 에드워드는 격전 끝에 나헤라 전투에서 엔리케를 물리쳤지만 수 개월 뒤 에드워드는 비스케이에 대한 통치권을 얻지 못했고 그렇다고 페드로 1세의 빚을 받아내지도 못한 채 아키텐으로 돌아갔다.
에드워드 흑태자는 알브레를 비롯한 아키텐의 귀족과 각 계급이 1368년부터 5년에 걸쳐 10 솔리두스의 노세(爐稅 - 벽난로의 수에 따라 부과된 일종의 재산세)를 내도록 하였다. 1369년 프랑스의 샤를 5세와 전쟁을 벌이게 되자 에드워드는 1370년 리모주를 점령하고 학살을 자행하였다.
흑태자는 1371년 잉글랜드로 귀환하였고 다음해 아키텐과 가스코뉴 공의 지위를 사임하였다. 1376년 에드워드 흑태자는 이질에 걸려 사망하였다. 시신은 캔터베리 대성당에 안장되었다.

## 유년기
에드워드는 에드워드 3세와 필리파 드 애노 사이의 장남이다. 1330년 6월 15일 우드스톡에서 태어났다. 9월 10일 에드워드 3세는 체스터의 카운티 수입 가운데 매해 500 마르크를 장남의 양육비로 책정하였고 1331년 2월 25일 왕자의 양육을 위한 이 수익 전체를 왕비와 누이 엘리너에게 위탁하였다. 그 해 7월 필리프 6세의 딸과 정혼되었다.
1333년 3월 18일 에드워드는 체스터 백작이 되었고 1337년 2월 9일 잉글랜드 의회가 콘월 공작의 지위를 의결하여 3월 17일 공작에 봉해졌다. 잉글랜드 역사상 최연소 콘월 공작이다. 이후 콘월 공작은 대대로 잉글랜드 국왕의 장남에게 수여되는 작위가 되었다. 옥스퍼드 대학교 머턴 컬리지의 월터 버레이에게 교습을 받았다. 모후가 관리하던 에드워드의 수입은 1334년 3월 바닥을 드러냈는데 에드워드 이후 태어난 두 여동생 이사벨라와 조안 역시 같은 수입을 나누어 양육비로 사용하였기 때문이다. 1335년 8월 프랑스 국왕의 침공이 임박했다는 소문이 돌자 에드워드와 가신들은 노팅엄 성으로 피신하였다.
1337년 말 에드워드 3세와 필리프 6세의 화해를 주선하기 위해 두 명의 추기경이 잉글랜드를 방문하였다. 에드워드는 콘월 공작으로서 추기경을 시티오브런던 밖에서 영접하고 많은 귀족들과 함께 이들을 에드웨드 3세에게 인도하였다. 1338년 7월 11일 에드워드 3세는 플랑드르로 떠나면서 에드워드를 왕국의 수호자로 지명하였다. 왕국의 수호자는 국왕 부재 중 왕권을 대리하는 섭정으로 이후로도 에드워드는 1340년 5월 27일과 1342년 10월 6일 같은 지명을 받았다. 당시 잉글랜드의 왕가는 프랑스에도 많은 영지를 가지고 있었기 때문에 국왕은 종종 프랑스 내 영지를 둘러보았다. 대리청정을 위임받은 에드워드는 실재 정사를 주관하기엔 어렸기 때문에, 에드워드 3세 부재시 국정은 추밀원에서 다루어졌다. 1339년 에드워드 3세는 브래번트 공작 존의 딸 마거렛과 자신의 아들 에드워드 콘월 공작을 정혼시켰다. 이 정혼은 1345년 봄 교황 클레멘스 6세의 결정에 의해 무효가 되었다.

## 웨일스 공

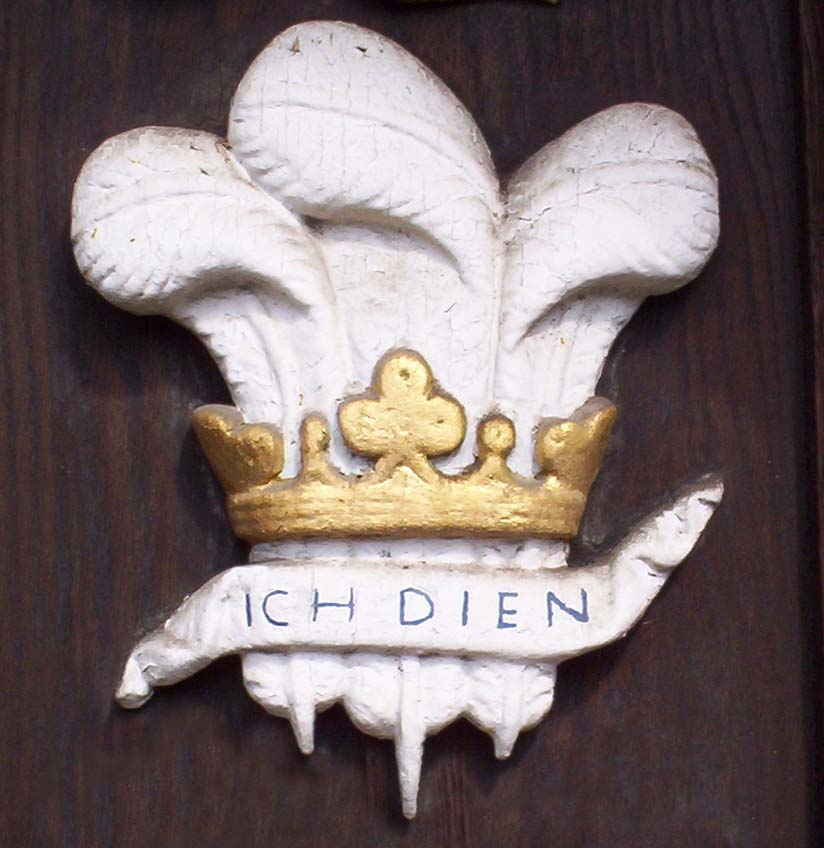
오리얼 컬리지의 정문에 돋을새김으로 장식된 웨일스 공의 기장

1343년 5월 12일 웨스트민스터에서 개최된 의회에서 에드워드는 웨일스 공의 작위에 올라 작위를 상징하는 서클릿, 금반지, 은제 권장(權杖)을 받았다. 1345년 7월 3일 에드워드는 플랑드르 지방의 슬뢰이스로 가서 부왕의 군사와 합류하였다. 에드워드 3세는 헨트, 브뤼허, 이퍼르의 뷔르거마이스터(Bürgermeister - 중세 저지대 도시의 시장)들에게 자신의 아들을 주군으로 인정하도록 요구하였으나 플랑드르의 정치 지도자 야콥 반 아르테벨드가 암살되어 더 이상 추진할 수 없게 되었다. 그해 9월에서 이듬해 4월까지 웨일스 공 에드워드는 프랑스를 침공하기 위한 병력을 모았고 부왕에게 참전 허락을 구하는 한편 만일의 경우 전사할 것에 대비하여 유언장을 작성하고 자신의 연수입에 대한 유언집행자를 지정하였다.

## 크레시 전투

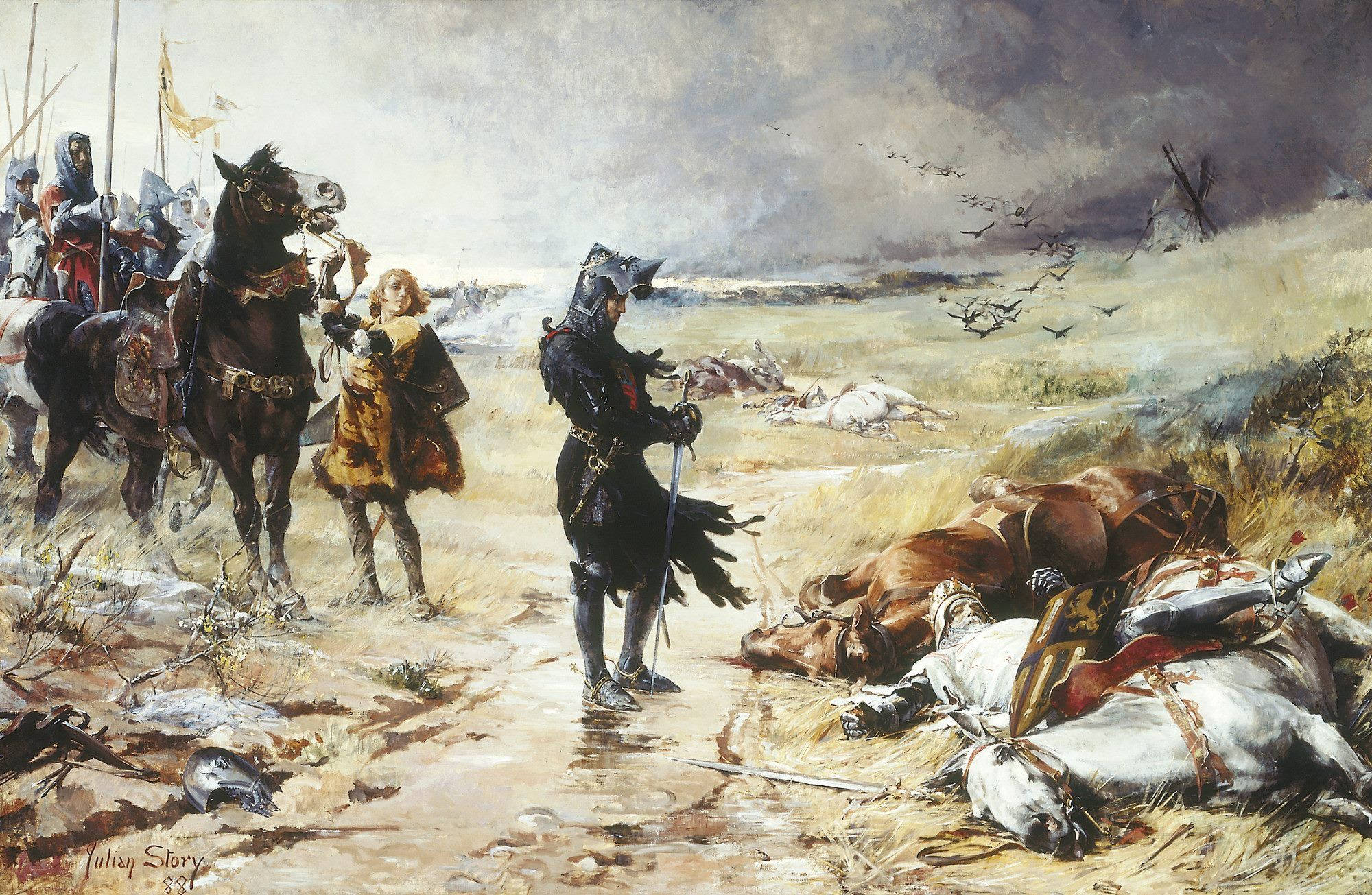
크레시의 흑태자

1346년 7월 11일 웨일스 공 에드워드는 부왕 에드워드 3세와 함께 라 호그에 상륙하였으며 아버지로부터 기사로 임명되었다. 그 후 에드워드는 코탕탱반도를 지나며 닥치는 곳마다 방화와 약탈을 자행하고 캉을 점령하여 "순조로운 출발"을 보였고 블랑셰타끄에서 솜강의 여울을 건너 진격해 오는 영국군을 기다리고 있던 고데마르 듀 페이의 군대와 조우하게 되었다.
8월 26일 토요일 이른 아침 크레시 전투가 시작되기 전 웨일스 공 에드워드는 크레시에 주둔하던 부왕에게서 워윅 백작, 옥스퍼드 백작, 노르망디 상소보르비콩트의 영주 조프리 드 아르코르, 존 샨도스 등을 이끌고 우익을 지휘하라는 명령을 받았다. 병력은 8백 명의 중기병, 2천 명의 궁수, 1천여 명의 웨일스 보병이었다. 프랑스군의 제노바 석궁대가 공격을 시작하자 영국군의 선두가 잠시 혼란에 빠졌고 알랑송 공작이 이끄는 기병이 잉글랜드군 제2열로 돌진해 오자 에드워드는 위급한 상황에 처하게 되었다. 에드워드 휘하의 지휘관은 부왕에게 상황의 다급함을 알리고 지원을 요청하였다.
에드워드 3세는 아들이 부상을 입지는 않았다는 것을 알게 되자 그가 "승리의 박차"를 가하길 원한다며 지원을 거절하였다. 에드워드가 말에서 떨어지자 그의 기수(旗手)였던 리차드 피츠사이먼은 깃대를 땅에 내려놓고 에드워드가 다시 일어설 때까지 몸으로 보호했다. 프랑스군의 기병은 알랭송 공작과 퐁티외 백작을 선두로 거세게 돌격해 왔지만 잉글랜드 장궁병이 언덕 위에 있는 지형적 이점을 살려 이들을 격퇴하였다. 프랑스군은 라울 드 로렌 공작을 비롯한 많은 귀족들이 이 전투에서 사망하였고, 에드워드 흑태자의 부대는 보헤미아 왕국의 국왕 얀를 죽였다.
프랑스 군의 좌우 전열은 필리프 6세의 진 앞에서 무너져내렸고 에드워드 흑태자는 반격의 기회를 잡아 승리하였다. 전투가 끝나고 에드워드 3세는 아들을 만나 포옹하며 도움을 주지 못한 자신을 용서해달라고 말했고 에드워드 흑태자는 무릎을 꿇고 깊이 머리를 숙여 부왕에 대한 존경을 보였다. 다음날 에드워드 흑태자는 부왕과 함께 보헤미아의 국왕 얀의 장례를 치렀다.
크레시 전투 이후 흑태자는 칼레 공방전 (1346년-1347년)을 벌였고 도시가 항복하자 주변 30 마일을 모두 불태우며 약탈하면서 막대한 전리품을 챙겼다. 에드워드는 부왕과 함께 1347년 10월 12일 잉글랜드로 귀환하였다. 1348년 에드워드 3세는 가터 훈장을 창설하고 크레시 전역에 참여한 다른 귀족들과 함께 에드워드 흑태자에게 수여하였다.

## 칼레 전역과 윈첼시 해전
1349년의 마지막 날 흑태자는 칼레 전투에서 위기에 빠진 부왕을 구하기 위해 참전하였다. 전투는 잉글랜드의 승리로 돌아갔고, 에드워드 3세는 포로로 잡은 프랑스 귀족들을 식탁에 앉히고 연회를 열었다. 1350년 잉글랜드의 함대는 프랑스를 지원하던 스페인의 라세르다 가 함대와 윈첼시 해전을 벌였다. 이 해전에서 흑태자가 탄 배는 많은 스페인 함대가 포위하여 갈고리를 걸어왔기 때문에 거의 침몰 직전에 이르렀다. 랭캐스터 공작 그로스먼트의 헨리가 흑태자를 구하러 왔고 흑태자는 간신히 배를 옮겨 탈 수 있었다.
1353년 체셔주에서 소요가 일어나자 흑태자는 체스터 백작으로서 그로스먼트의 헨리와 함께 진압에 나섰다. 체셔 백작의 항복을 받아낸 흑태자는 이들의 소요를 대역죄로 판결하고 자산을 몰수하고 많은 벌금을 부과하였다.

## 아키텐 전역
1355년 에드워드 3세는 다시 프랑스와 전쟁을 치르기로 결정하고 흑태자에게 아키텐 원정을 명령하였다. 에드워드 3세는 당시 노르당디에 있던 나바라 왕국의 국왕과 랭캐스터 백작과 함께 브르타뉴 공국의 장 드 몽포르를 대적하는 동안 흑태자가 아키텐에서 군사를 이끌기를 바랬다. 흑태자의 원정은 당시 가스코뉴의 일부 귀족들의 요청에 의한 것이었는데 이들은 약탈당할까 두려워하고 있었다. 7월 10일 에드워드 3세는 흑태자에게 가스코뉴에서 자신을 대리할 권한을 부여하고 8월 4일 충성 서약을 받았다. 흑태자는 6월 30일 런던을 떠나 플리머스로 향했다. 9월 8일 1천 명의 중기병, 2천 명의 궁수, 그리고 큰 규모의 웨일스 보병으로 구성된 잉글랜드군은 약 3백척의 배에 나누어 타고 출정하였다. 가스코뉴의 영주들은 보르도에서 흑태자를 성대히 맞이하였다. 겨울이 오기 전 짧은 기간 동안 군사 행동을 취하기로 하고 10월 10일 흑태자는 1천 5백 명의 창병, 2천 명의 궁수, 3천 명의 경보병으로 된 부대를 편성하였다. 부왕이 애초에 계획한 것이 어떤 것이었든 간에 흑태자의 군사 행동은 거의 대부분 약탈이었다. 가스코뉴의 줄리악, 아르마냐크, 아스타라크, 그리고 코맹게의 일부가 잔혹한 약탈을 당했고, 흑태자는 툴루즈에서 약간 떨어진 상트마리에의 가론강을 건너 아르마냐크 백작 장의 영지로 들어섰다. 백작은 흑태자의 군대와 대결하는 것을 피했고, 흑태자는 그대로 몽기스카로 달려가 남녀노소를 가리지 않고 수 많은 사람들을 학살하였으며 마을을 불태웠고 아비고네와 카스텔노다리를 약탈하였다. 당시 이 지역은 그다지 전쟁에 휘말리지 않아 풍요를 유지하고 있었고 사람들도 전쟁은 신경쓰지 않는 분위기였다. 흑태자는 이들에게서 여유 만만하게 카펫이며 포목, 보물 등을 "강탈"하였다.
흑태자는 카르카손을 점령하고 약탈하였으나 견고한 요새가 되어 강렬히 저항하는 성채는 점령하지 않았다. 이 외에도 나르본 인근 지역을 누비며 약탈한 흑태자는 기회가 닿는다면 성채 역시 약탈하는데 주저하지 않았다. 그 사이 교황은 흑태자에게 서신을 보내 강화 조약을 위한 중재를 제시하였다. 흑태자는 부왕의 지시 외에 아는 바가 없다고 답장하였다. 흑태자가 나르본에서 보르도로 귀환하는 도중 아르마냐크 백작은 요격을 시도하였다. 그러나 몇 차례의 소규모 접전 끝에 패배한 프랑스군은 툴루즈로 퇴각하였고 흑태자는 아무런 저항을 받지 않으며 막대한 전리품과 함께 보르도로 귀환하였다. 8주간에 걸친 군사 행동에서 휴식은 11일 뿐이었으며 흑태자는 거의 매일 자신의 발길이 닿는 곳마다 약탈을 자행했고 프랑스 측은 변변한 저항도 하지 못했다. 이로 인해 프랑스 국왕은 막대한 손실을 입게 되었다. 그 뒤 1356년 1월 21일까지 흑태자 휘하의 잉글랜드 지휘관들은 다섯 마을과 일곱 성을 점령하였다.

## 푸아티에 전투

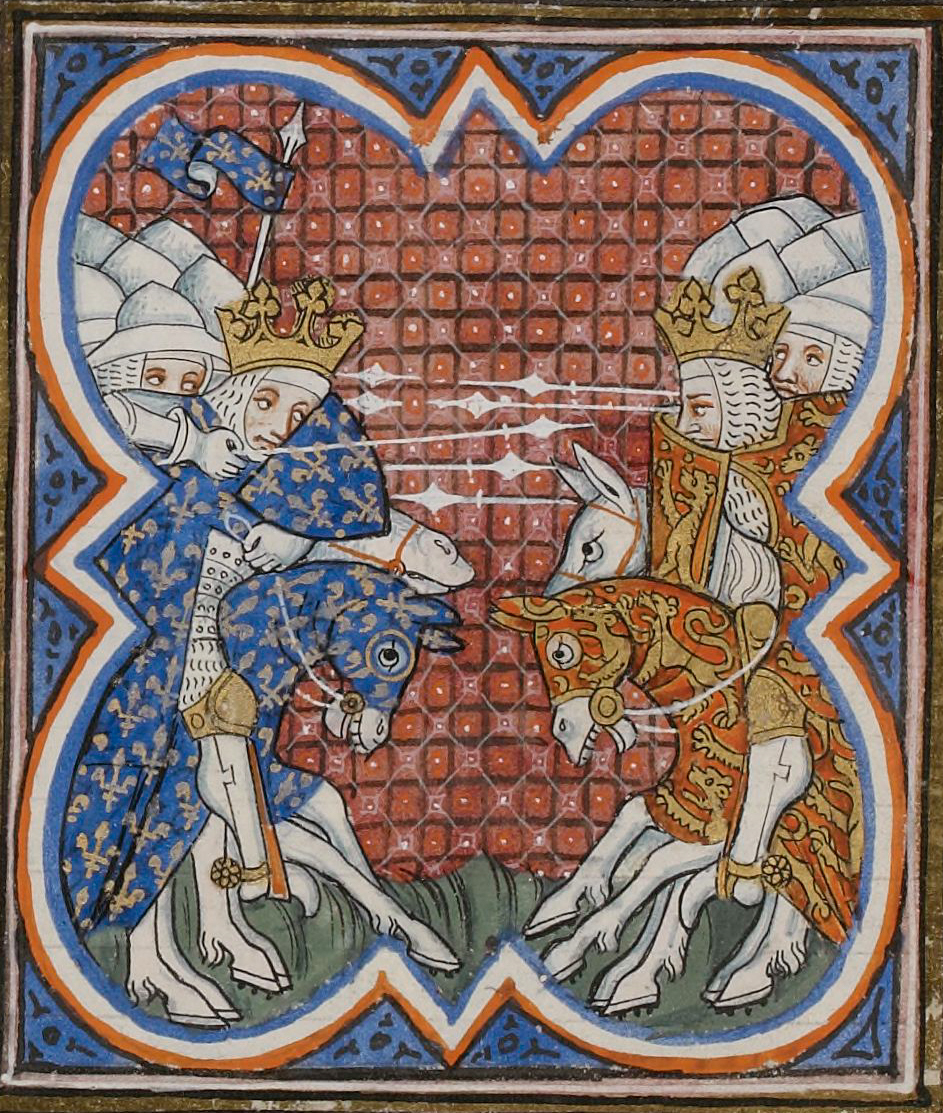
프랑스 대연대기에 묘사된 푸아티에 전투

1356년 7월 6일 흑태자는 우군이었던 나바라 왕국의 국왕과 조프리 하코트를 지원하기 위해 점령지에서 노르망디까지 프랑스를 가로지르는 새로운 원정을 시작했다. 그는 노르망디에서 부왕 에드워드 3세를 만나길 기대했다. 흑태자는 도르도뉴를 가로질러 행군하여 8월 4일 베르주라크에 다달았고 이어서 약탈과 방화를 이어가며 오베르뉴, 리무진, 그리고 베리를 지나 보르게에서 막사를 폈다. 그는 보르게를 공격하여 약탈하였으나 도시를 함락시키지는 못했다. 흑태자는 도시를 우회하여 이수됭으로 갔으며 8월 25일에서 27일까지 공격하였으나 실패하였다. 그 사이 프랑스의 장 2세는 샤르트르에 대규모의 병력을 집결시키고 루아르강을 지나는 길목을 차단하였다. 이수됭에서 퇴각한 흑태자는 다시 이전의 행군 경로를 따라 비에르종을 점령하였다. 이후 흑태자는 브르타뉴에 있는 랭커스터 백작과 합류하기 위해 루아르강을 건너고자 하였지만 이미 경로가 차단되어 있었다. 흑태자는 비에르종의 수비대를 대부분 몰살 시킨 뒤 푸아티에를 거쳐 보르도로 귀환하기로 결정하였고, 8월 29일 로모랑탱으로 향했다.
일단의 프랑스 기사들이 잉글랜드군과 소규모 전투를 벌이고 로모랑탱을 탈환하였다는 소식을 들은 흑태자는 "그리로 가자. 그들을 조금 더 가까이서 봐야겠다"고 말하였다. 흑태자는 요새를 직접 둘러본 뒤 친구인 찬도스를 보내 수비군에게 항복을 권고하였다. 수비대가 이를 거부하자 흑태자는 8월 31일부터 3일 간에 걸쳐 요새를 공격하였으나 전투중에 친구 가운데 한 명이 전사하자 함락 시도를 포기하였고 대신 9월 3일 그리스의 불로 요새 지붕을 불태웠다.
9월 5일 잉글랜드군은 베리를 지나 행군하였고 9월 9일 프랑스의 장 2세는 그동안 결집한 군대를 이끌고 블루아에서 루아르강을 건넜다. 9월 12일 장 2세는 2천명의 중기병과 함께 로시에 도착하였고, 다른 프랑스군들은 쇼비니의 요새에 머물렀다. 9월 16일에서 17일 무렵 프랑스군은 비엔강을 건넜다.
그 사이 흑태자는 프랑스군과 불과 몇 마일 떨어져서 나란하게 행군하였다. 프루아사르 연대기의 저자 장 프루아사르는 흑태자가 프랑스군의 움직임을 무시했다고 기록하였지만 이를 그대로 믿기는 어렵다. 9월 14일에서 16일 사이 에드워드는 샤텔로에 머물렀고 그 다음 날인 토요일 푸아티에로 진군하였다. 프랑스군의 중기병 일부가 잉글랜드군의 선두와 소규모 교전을 벌이며 본진의 진군을 방해하려 하였지만 모두 죽임을 당하거나 사로잡혔다. 프랑스왕은 그 이전의 어떤 전투보다 많은 병력을 거느리고 직접 출전하였는데 2천명의 중기병, 4천 명의 궁수, 1천 5백명의 경보병을 포함하여 총 1만 5천 명 규모의 병력이었다. 잉글랜드군의 랭캐스터 백작이 지원군을 이끌고 합류하려 하였으나 레 퐁트데세에서 프랑스군에게 차단당하였다.
프랑스군은 푸아티에를 앞두고 흑태자를 차단하였고 흑태자는 도시 남동쪽 높은 지형을 차지하고 진을 펼쳤다. 흑태자가 진을 짠 곳은 미오종강의 오른쪽 둑과 옛 로마 도로의 사이로 오늘날 라 카르디네리라고 불리는 곳으로 추정된다. 버려진 농장에서 밤을 지낸 흑태자는 다음날 9월 18일 일요일 장 2세에게 평화 교섭 사절을 보냈다. 에드워드는 장 2세에게 그가 점령한 모든 성과 마을을 포기하고 포로를 석방하는 조건으로 1만 프랑을 요구하였지만, 장 2세는 에드워드와 휘하의 1천 기사가 즉각 항복하여 자신의 포로가 될 것을 주장하였고 교섭은 결렬되었다. 병력에서 큰 열세에 놓여있던 에드워드는 프랑스군 측을 향해 목책을 세우고 뒤에 강을 두는 배수진을 치고 전투를 준비하였다.
흑태자는 휘하 병력을 셋으로 나눠 1진은 워윅 백작과 서폴크 백작이 지휘하도록 하고 2진은 자신이, 그리고 후진은 샐리스버리 백작과 옥스퍼드 백작이 지휘하도록 하였다. 한편 프랑스군은 넷으로 나뉘어 종대로 배열되었는데 이 때문에 수적 우위를 충분히 발휘할 수 없었다. 반면 흑태자는 선두의 양 옆에 장궁병을 배치하여 지원하도록 하였다. 장궁병들은 오랫동안 경험을 쌓아 숙달되어 있었다. 잉글랜드군 측에는 그 외에도 3백명의 중기병과 3백명의 기마 궁수가 있었는데 이들은 당시 노르망디 공작이었던 샤를 5세와의 전투를 치른 경험이 있었다. 지형면에서도 잉글랜드군이 유리하였는데 전면은 덩쿨과 목책으로 방어하였고 측면엔 숲이 있어 방어에 유리하였다.

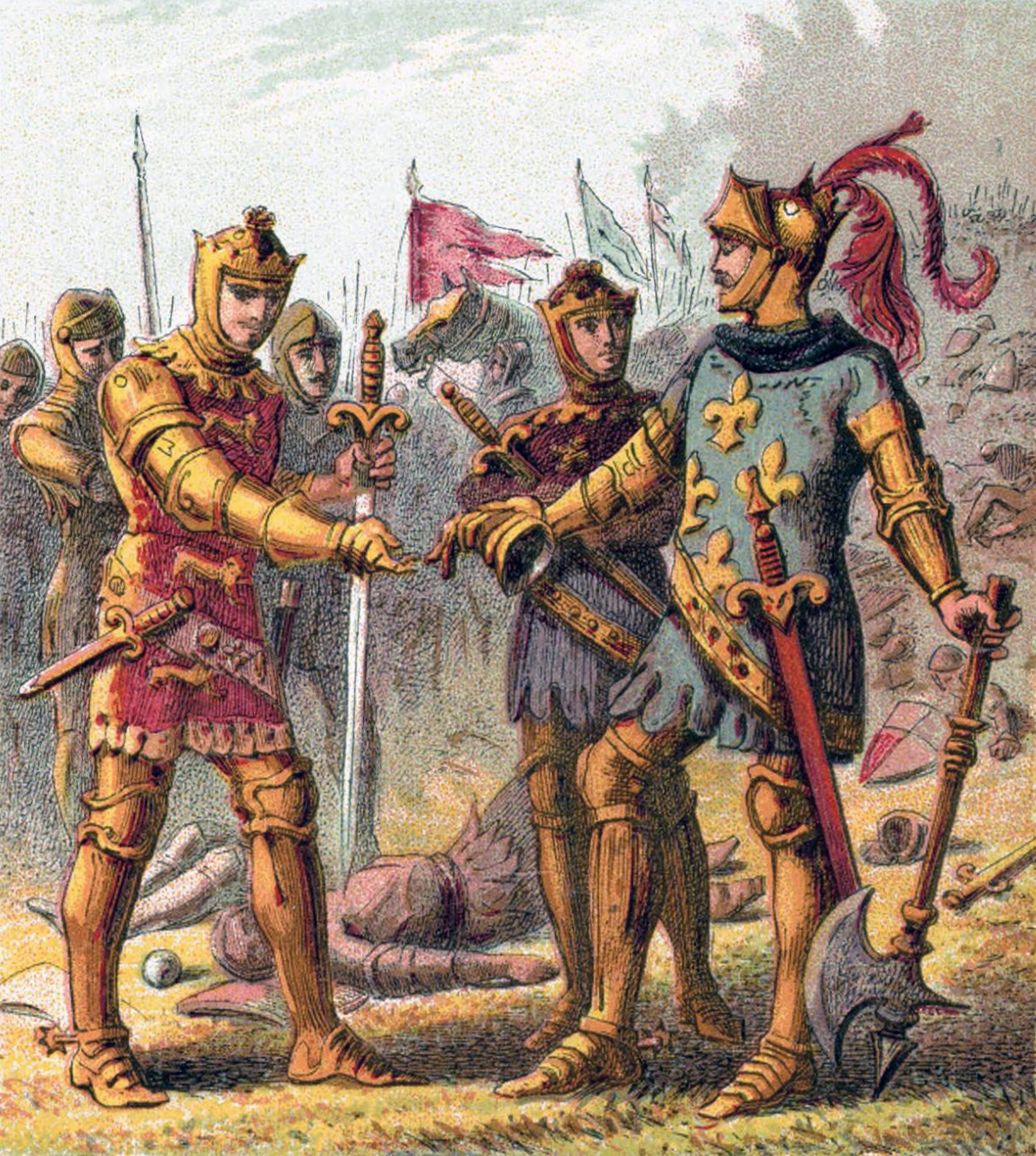
항복하는 장 2세

9월 19일 날이 밝자 흑태자는 소규모 병력으로 전투를 시작했다. 프랑스군 1진이 3백명의 중기병으로 돌파를 시도하였으나 화살을 받고 무너졌다. 선두가 혼란에 빠진 틈을 노려 잉글랜드군의 매복병들이 프랑스군 2진 측면을 공격했다. 동시에 잉글랜드군 중기병이 말에 올라 언덕 아래로 돌진하였다. 중기병과 함께 돌진한 에드워드는 프랑스군을 향해 외쳤다. "장, 앞으로 나오라. 너는 오늘 내가 등을 돌리는 모습을 결코 볼 수 없을 것이다. 나는 언제나 최선두에 있겠다." 그리고 그는 자신의 기수에게 명령하였다. "깃발을! 전진! 신과 성 조지의 이름으로!"
선두를 제외한 나머지 프랑스군들은 모두 말에서 내린 상태였고 노르망디공의 진열은 이미 흔들리고 있었다. 그 다음 진열은 오를레앙 공작 필립이 지휘하고 있었는데 이들 역시 통제가 되지 않았다. 오직 장2세가 지휘하는 프랑스군의 본진만 제대로 대적하여 싸울 수 있었다. 흑태자는 "사자의 용기를 가진 자 오늘 싸움에서 큰 기쁨을 가지리"라고 외쳤고 오후 3시 무렵 승패는 기울어 필립이 지휘하는 프랑스군의 3진이 와해되는 동안에도 잉글랜드군의 피해는 크지 않았다. 이날 전투에서 프랑스군은 1만 1천여명이 사망하는 괘멸적인 타격을 입었는데 그 가운데 2,246 명이 귀족이었다. 전사한 백작, 남작, 그리고 베너릿 기사만 해도 백여 명에 달했고 2천여 명의 중기병과 다른 많은 병사들이 포로가 되었다. 프랑스 국왕 장 2세와 그의 차남 필립 역시 사로잡혔다. 전투는 잉글랜드군의 대승으로 끝났다.
흑태자는 포로가 된 장 2세를 정중히 맞이했고 그가 갑옷을 벗는 것을 도운 다음 다른 귀족들과 함께 성대한 만찬을 제공했다. 에드워드는 직접 장 2세의 식탁에 음식을 가져다 주며 극진히 대했다. 다음 날 흑태자는 아무런 방해 없이 보르도로 향한 행군을 계속했다.
10월 2일 보르도에 도착하자 흑태자는 휘하에게 전리품을 나누어 주고 겨울을 났다. 이듬해인 1357년 3월 23일 흑태자는 2년여의 원정을 마치고 잉글랜드로 귀환하고자 하였다. 가스코뉴의 영주들이 프랑스 국왕을 잉글랜드로 데려가는 것에 불만을 보이자 흑태자는 1만 크라운으로 영주들의 불만을 누그러뜨리고 잉글랜드로 향했다. 항해는 열하루가 걸렸고 5월 4일 흑태자는 플리머스에 상륙하였다. 에드워드는 포로가 된 장 2세와 함께 런던으로 향하여 5월 24일 도착하였고 여정 동안 장 2세를 짐수레용 말인 해크니를 타도록 한 것에 대한 사죄금을 주었다. 오늘날의 시각으로 보면 에드워드의 태도가 매우 겸손한 것으로 보일 수 있지만, 프루아사르는 흑태자의 이러한 행동은 장 2세가 사로잡힌 신세라는 점과 잉글랜드 국왕 에드워드 3세의 영광을 더욱 돋보이게 하기 위한 것이라고 기록하였다. 그러나 잉글랜드측과 프랑스측 모두 프루아사르의 이러한 견해가 사실과 부합하지는 않는다고 여긴다.

## 토너먼트

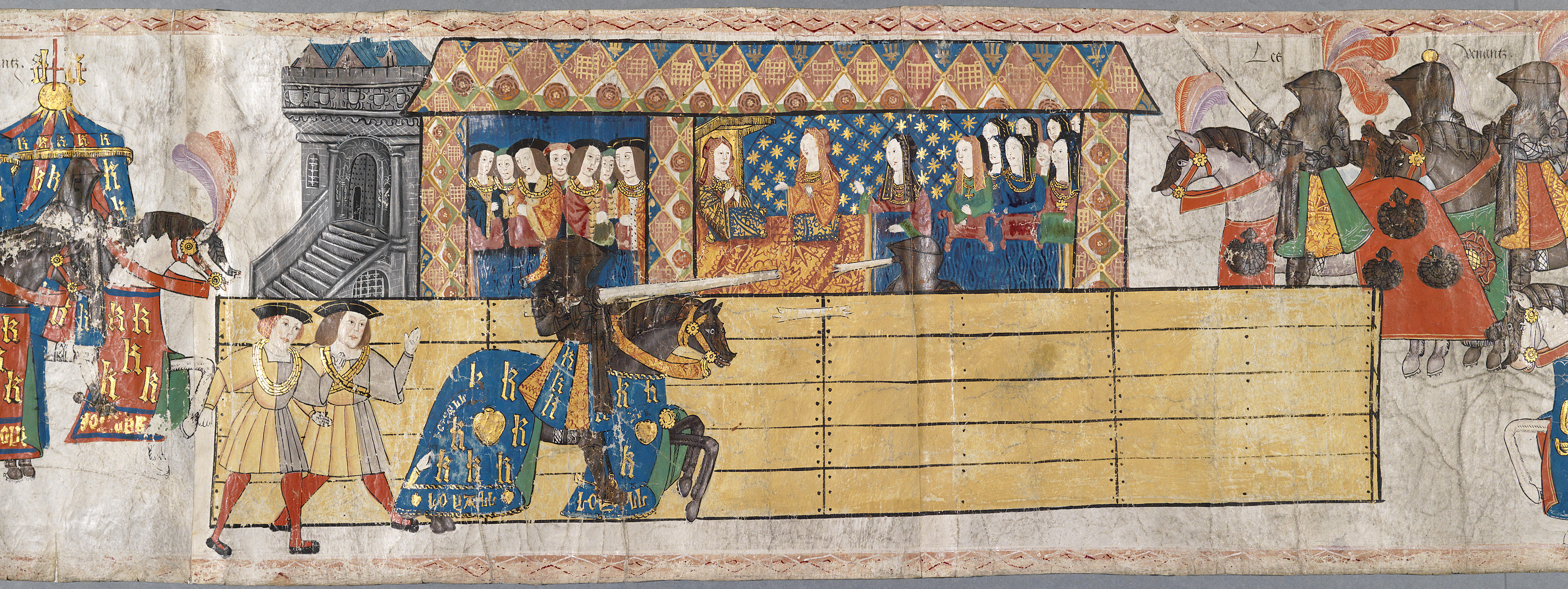
마상창시합은 중세 유럽 귀족들 사이에서 유행한 토너먼트 종목이다

잉글랜드로 돌아온 흑태자는 많은 축제와 부왕의 궁정에서 열린 토너먼트들에 참여하였다. 1359년 5월 런던의 시장, 집정관, 그외 런던 시민들을 관중으로 하는 마상창시합이 개최되었다. 에드워드 3세는 런던의 시장으로서 이 시합을 개최하였고 흑태자 에드워드는 수석 집정관의 자격으로 참관하였다. 축제 비용과 토너먼트 상금을 위해 흑태자는 친구들로부터 빚을 지게 되었다. 8월 27일 프랑스를 향한 새 원정이 준비되자 부왕 에드워드 3세는 만일 흑태자가 전사할 경우 그의 빚 전체를 4년에 걸쳐 분납하겠다고 약조하였다.

## 랭스 전역
1359년 10월 흑태자는 부왕과 함께 칼레로 항해하였고 1360년까지 계속된 랭스 전역에서 부대를 지휘하였다. 1360년 5월 7일 에드워드 3세는 샤르트르 인근의 브레니뉴에서 장 2세와 조약을 맺고 노르망디를 포함한 프랑스 내 잉글랜드 영지에 대한 영유권을 확보하였다. 흑태자는 에드워드 3세가 귀환한 뒤에도 남아서 랭캐스터 백작 헨리와 함께 장 2세의 몸값을 받으려 하였으나 프랑스측이 이를 마련하지 못하자 월터 매니와 다른 세 기사에게 장 2세의 호송을 맡기고 잉글랜드로 귀환길에 올랐다. 흑태자는 장 2세와 함께 자신이 발주하여 건축중이던 볼로뉴 성모대성당을 둘러보았고 11월 에드워드 3세와 함께 잉글랜드로 돌아갔다.

## 결혼
1361년 10월 10일 31세의 흑태자는 켄트의 조안과 결혼하였다. 조안은 제1대 켄트 백작 우드스톡의 에드문드의 딸로서 흑태자와는 친척지간이었다. 장 프루아사르는 연대기에서 이들의 약혼이 국왕의 재가 없이 이루어졌다고 기록하였다. 아마도 조안이 이미 두 번이나 혼례를 올렸고 혼인의 유효성에 대한 재판까지 치른 것이 문제가 되었을 것이다. 부부는 하트퍼드셔의 버컴스테드에 거처를 마련했다.

## 아키텐과 가스코뉴의 영주

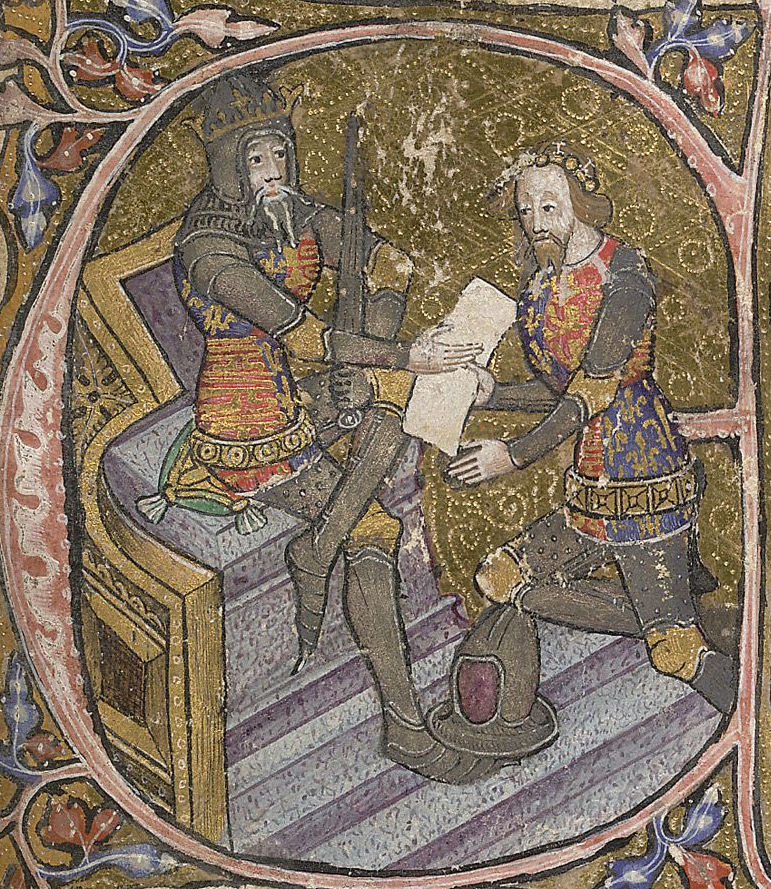
대영도서관 서가번호 Cotton MS Nero D VI, f.31.로 등재되어 있는 1390년 도서의 머리글자 "E"에 묘사된 그림. 흑태자 에드워드가 부왕 에드워드 3세로부터 아키텐의 통치권을 부여받고 있다.

1362년 7월 19일 에드워드 3세는 흑태자에게 아키텐과 가스코뉴의 통치권을 부여하고 해마다 약간의 금을 공물로 바치는 것으로 공국 군주의 권한을 지니도록 하였다. 에드워드는 크리스마스까지 잉글랜드에 머물렀다가 아내 조안 그리고 가신들과 함께 가스코뉴로 향하였고 라 로세이유에 상륙하였다.
흑태자는 라 로세이유에서 부왕의 부관인 존 찬도스의 영접을 받고 푸아티에로 향했으며, 푸아티에에서 푸아토와 상토뉴의 영주에게 충성 서약을 받았다. 흑태자는 여러 도시를 돌며 살핀 끝에 보르도에 당도하였고 여기서 1363년 7월 9일에서 30일까지 머무르며 가스코뉴 지역 영주들의 충성 서약을 받았다. 이후 흑태자는 보르도와 앙굴렘을 번갈아 가며 거처로 삼았다.
흑태자는 찬도스에게 휘하의 기사들을 맡기며 기옌을 점령, 통치하게 하였다. 가스코뉴의 영주들 가운데 상당수가 잉글랜드의 지배에 불만이 있는 상태였기 때문에 흑태자는 자기와 동향인 부하들을 더 중용하였고 무력을 과시하여 불만을 잠재우려 하였다. 이미 프랑스에서 대기하고 있던 알브레의 영주 아르노 아마니외가 지원하였고 푸아 백작 가스통 3세가 흑태자를 지원하고자 프랑스의 중심을 가로질렀다. 1365년 베아른이 충성 서약을 거부하면서 가스통은 곤란에 처하게 되었다. 1364년 프랑스의 왕위를 계승한 샤를 5세는 조심스레 흑태자 영지 내의 반란을 조장하였고 흑태자의 지위는 녹녹치 않게 변하였다.
1363년 4월 흑태자는 오랫동안 원수지간으로 전쟁을 벌이고 있던 푸아 백작과 아르마뉴악 사이를 중재하였다. 흑태자는 브르타뉴 공작 샤를과 그의 라이벌로서 작위 요구자였던 장 드 몽포르 역시 중재하고자 하였으나 실패하였다. 둘 모두 푸아티에의 흑태자 궁정에 출두하였으나 중재를 받아들이지 않았다. 다음 달인 5월 흑태자는 앙굴렘에서 키프로스 왕국의 국왕 피에르 1세를 맞이하고 토너먼트를 개최하였다. 피에르 1세는 십자군 파병을 요청하였지만 흑태자는 당시 사정을 들어 이를 거절하였다. 이 해 여름 동안 알브레의 영주는 파리에 있었고 가스코뉴의 다른 영주들은 노르망디에서 나바레 군과 교전하고 있었다. 동시에 중재에 실패한 브리타뉴에서는 공작의 지위를 놓고 내전이 일어났다. 이 내전은 프랑스와 잉글랜드 사이의 대리전 양상을 띄었다. 흑태자는 장 드 몽포드를 지원하기로 하고 찬도스에게 병력을 주어 지원하게 하였다. 1364년 9월 29일 오레 전투에서 장 드 몽포드 측이 승리하여 브르타뉴 공작이 되었다. 이즈음 대부분 잉글랜드인과 가스코뉴인으로 구성된 용병단들이 프랑스 전역을 돌며 약탈을 자행하였다. 별다른 증거는 없지만 정황상 흑태자가 사주하였을 것으로 보인다. 최소한 이들의 활동이 흑태자에게 불리하지는 않았다. 1364년 11월 14일 부왕 에드워드 3세는 약탈을 중지시키기 위해 흑태자를 소환하였다.

## 스페인 전역

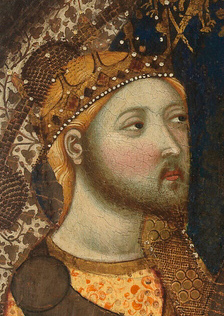
트라스타마라의 엔리케. 카스티야의 페드로를 축출하고 엔리케 2세로 즉위하였다.

1365년 베르트랑 뒤 게클랭은 휴 칼베레이의 휘하를 비롯한 여러 용병단을 고용하고 1366년 카스티야의 페드로를 축출한 뒤 그의 이복 형제인 트라스타마라의 엔리케가 카스티야 왕국의 새 왕이 되도록 하였다. 당시 페드로는 에드워드 3세와 동맹을 맺고 있었기 때문에 흑태자에게 사자를 파견하여 도움을 요청하였다. 흑태자는 페드로 일가를 보르도에 거처하도록 돌보았다. 잉글랜드와 가스코뉴의 영주들은 흑태자가 페드로의 왕위 다툼에 휘말리는 것을 달갑게 여기지 않았지만, 흑태자는 서자가 왕위를 찬탈하고 적자를 축출하는 것을 용납할 수 없다며 페드로의 복위 지원을 결정하였다.
페드로는 복위시 에드워드의 아들을 갈리시아 왕국의 왕으로 봉하고 지원의 댓가로 국부를 나누겠다고 약속하였다. 보르도 의회는 부왕 에드워드 3세에게 조언을 구하였고 에드워드 3세는 페드로 지원 여부는 흑태자 에드워드의 권한이라고 답신하였다. 흑태자는 의회에서 답신을 낭독하였고 영주들은 훗날 보수를 받기로 하고 지원 제공에 동의하였다. 흑태자는 페드로에게 필요한 비용을 빌려주었다.
흑태자와 페드로는 바욘에서 나바라의 카를로스 2세와 회합을 갖고 카스티야 침공을 위한 군사가 나바라를 지나는 것에 동의를 구했다. 페드로는 그 댓가로 56,000 플로린을 카를로스 2세에게 지불했는데 이 돈은 흑태자를 비롯한 여러 곳에서 빌린 것이었다. 이들은 9월 23일 도르도뉴의 리부른에서 담보와 지급 방식에 대한 협정을 체결하였다.
흑태자는 장 2세의 몸값에서 제하기로 하고 부왕으로부터 십만 프랑크스를 받아 그 가운데 일부로 병사의 급여를 지불하였다. 군대가 조직되는 동안 그는 앙굴렘에 머물멘서 페트로를 맞이하였다. 크리스마스에는 보르도에 머물면서 아내 조안과 차남 리처드를 위해 침대를 놓도록 하였다. 리처드는 훗날 부왕 에드워드 3세를 이어 영국의 왕위에 오른다.
흑태자는 1367년 2월 초 보르도를 떠나 닥스에서 자신의 군대와 합류하였다. 4백명의 중기병과 4백명의 궁수로 이루어진 군대는 태자의 동생인 랭커스터 백작 존이 인솔하여왔다. 닥스에서 흑태자는 론세즈발레스를 지나 나바라 왕국의 수도 팜플로나에 당도하였다.
당시 칼벨리를 비롯한 잉글랜드 출신 용병과 가스코뉴의 용병단장들은 엔리케에게도 제공하던 병력을 철회하고 페드로를 위해 싸우기로 한 흑태자의 편에 섰는데 그가 "본래 그들의 주군이기 때문"이었다. 팜플로나에서 흑태자 에드워드는 엔리케의 도전장을 받았다.
흑태자는 바스크 지방으로 진군하여 살바티에라의 아루이즈 성문을 군대의 힘으로 열어 재쳤고 비토리아를 점령한 후 곧장 부르고스로 진격하였다. 선발대가 요격을 받아 패하자 흑태자는 엔리케가 이미 단단한 거점들을 마련하고 있음을 깨달았다. 특히 에브로 강과 잘디아란 산을 사이에 둔 산토도밍고데라칼사다는 견고한 요새여서 흑태자가 부르고스로 가는 길목을 가로막고 있었다. 에브로 강을 건너 로그로뇨 성벽에 진을 친 흑태자의 부대는 축축하고 바람부는 날씨때문에 사람과 말 모두 지쳐있었고 식량마저 부족했다.
1367년 3월 30일 흑태자는 엔리케에게 답장을 보냈다. 에드워드는 4월 2일 로그로뇨를 떠나 라리오하 지방의 나바레테로 향했다. 그 사이 엔리케와 그의 프랑스 동맹군은 나헤라에 주둔하였고, 두 군대는 이제 서로 가까이 있게 되었다. 엔리케와 흑태자가 주고 받은 편지에서 엔리케는 요구 조건을 내걸면서도 불안함을 보였다. 그는 페드로가 폭군이라고 주장하였고, 무고한 피를 너무나도 많이 흘리게 하였다고 비난하면서, 흑태자에게 보낸 답신에서 국왕이 자신에게 모든 배신자는 척살할 것이라 말했다고 적었다.
4월 3일 아침, 흑태자의 군대는 모두 말에서 내려 엔리케 군과 거리를 둔 곳까지 나바레테로 진군하였다. 선봉은 잉글랜드와 브르타뉴가 섞여 구성된 3천 명의 중기병이었고 랭캐스터, 찬토스, 칼빌리, 클리슨의 군대가 그 뒤를 따랐다. 우익은 아르마냑이 지휘하였고 다른 가스코뉴 영주들이 좌익을 맡았다. 좌익에는 독일 용병과 그라일리의 장 3세와 푸아 백작이 이끄는 가스코뉴군이 도열하였고, 중진과 후위는 3천명의 장창병을 이끌고 흑태자가 직접 지휘하였다. 페드로는 마요르카 왕국의 폐위된 왕 하우메가 이끄는 약간의 병력과 자기 휘하의 용병을 이끌고 흑태자의 오른편에 자리 잡았지만 간신히 방어 태세를 갖출 수 있는 정도였다.
나헤라 전투에 앞서 흑태자는 신에게 이 날이 부당하게 쫓겨난 왕이 권리와 지위를 되찾는 날이 되게 해 달라며 승리를 하사해 주기를 빌었다. 그러자 페드로는 "진격, 깃발을, 신과 성 조지의 이름으로! 신께서 우리의 원리를 지켜주시리!"하고 외쳤다. 카스티유의 기사들이 돌격하였지만, 엔리케 군의 진영은 병들어 있었기 때문에 움직일 수 없었고 가스코뉴 영주들은 본진의 측면을 공격할 수 있었다. 그러자 흑태자는 중진을 움직여 격전을 벌였다. 이날 전투에서 흑태자는 "기사 중의 꽃, 전 세계에서 가장 유명한 전사"라는 이름 값을 아낌없이 선보였다. 진영이 무너지자 엔리케는 도주하였다.
전투 후 흑태자는 페드로에게 살아남은 적들에게 자비를 배풀라고 요청했다. 페드로는 흑태자의 요청을 수락했지만 대표적인 배신자 한 명은 기어이 처형하였고, 다음 날 둘을 더 죽였다.
포로 가운데는 프랑스 육군 원수 아르노 도드레헴도 있었다. 그는 프와티에 전투에서도 흑태자에게 포로로 잡힌 적이 있었고 당시 자신의 영지를 걸고 다시는 흑태자에게 대적하지 않겠다고 맹세하였다. 흑태자는 도드레헴을 보자 그에게 다가가 "거짓말쟁이 배신자"라고 비난하였다. 도드레헴은 자신이 거짓말쟁이도 배신자도 아니라고 부정하였고 흑태자는 기사단 재판을 요구하였다. 도드레헴이 이를 받아들이자 흑태자는 잉글랜드 넷, 가스코뉴 넷, 브르타뉴 넷으로 구성된 열두 기사를 배심원으로 삼고 재판을 열었다. 도드레헴은 자신이 맹세를 깬 적이 없으며, 단지 페드로와 대적한 것일 뿐, 흑태자와 싸운 군대는 자신이 지휘한 것이 아니라고 주장하였다. 기사 배심원은 흑태자의 주장이 옳다고 평결하였다.
1367년 4월 5일 흑태자와 페드로는 부르고스에서 부활절 축일을 지냈다. 흑태자는 자신의 군대를 도시 안으로 끌어들이지 않고 성벽 밖에 주둔하도록 하였다. 관례대로라면 페드로는 이러한 조치에 대해 감사의 의미로 주둔 비용을 부담해야 했지만 아무런 비용도 지불하지 않았다. 이 원정이 시작된 이후 흑태자는 페드로가 약속한 어떤 사례도 받지 못하고 있었으며 단지 부르고스 대성당에서 축성을 받은 것이 전부였다. 이 때부터 흑태자는 자신의 동맹자가 배신할 지 모른다고 의심하기 시작했다. 페드로는 흑태자에게 빚을 상환할 의사가 전혀 없었고, 흑태자가 비스카야 지역을 요구하자 자신은 그 지방에 대한 처분권이 없다고 대답하였다. 페드로는 부르고스에서는 돈을 상환할 수 없다며 흑태자가 바야돌리드에 주둔하고 있는 동안 세비야로 가서 돈을 보내겠노라고 말했다.
흑태자는 페드로의 약속을 믿고 바야돌리드에 주둔하며 돈을 기다렸고, 병사들은 무더운 날씨와 질병으로 고생하였다. 잉글랜드 병사들은 이구동성으로 다시 고향을 볼 수 있을까 걱정하기 시작했다. 흑태자 자신도 병에 걸려 회복되지 못하였는데 독에 당한 것이라는 소문이 돌았다. 음료도 부족해졌고, 용병들에게 지급할 돈도 충분하지 않았다.
이 사이 엔리케는 흑태자의 본영인 아키텐을 침공하여 바그네레스 전투에서 승리하였고, 나바라의 카를로스는 겁에 질려 흑태자가 자신의 영토를 거쳐 귀환하는 것을 거부하였다. 흑태자는 아라곤 왕국의 페로 4세와 교섭하여 군대를 돌리고자 하였다. 아라곤 국왕이 군대의 통과를 허용했다는 소식을 들은 카를로스는 흑태자에게 나바라를 지나도 좋다고 수락하였다. 흑태자는 1367년 9월 초 보르도로 귀환하였다.

## 아키텐 전쟁
흑태자가 아키텐으로 귀환한 지 얼마 지나 6천여 명의 용병이 아라곤 왕국을 통과하여 아키텐에 도착하였다. 그들은 흑태자가 약속했던 급료의 지불을 요구하면서 아키텐의 일부 지역을 점령하고 약탈하기 시작했다. 흑태자는 용병 단장 셋에게 아키텐을 떠나라고 명령하였다. 그러자 용병단은 루아르 강을 넘어 프랑스 영토를 약탈하였다. 이 일로 프랑스의 샤를 5세는 크게 분노하였다.
흑태자가 스페인 점령지에 주둔시킬 군대를 모으자 알브레의 영주는 일천 명의 장창병을 거느리고 합류하였다. 그러나 최대한 많은 인원을 동원하려한 알브레 영주의 생각과 달리 흑태자는 1366년 12월 8일 2백명의 장창병만 인솔하여 오라고 편지를 보냈다. 이러한 편지에 알베르 영주는 무언가 심상치 않은 낌새를 느꼈는데, 푸르아사르는 평화 조약을 맺었으나 여전히 흑태자의 공격을 잊지 않고 있던 알베르 영주의 삼촌 아르마뉴악 백작과 흑태자 사이에 증오의 앙금이 남아 있기 때문이라고 기록하였다. 그러나 더 중요한 이유는 알베르 영주 휘하의 장창병 급여를가 흑태자 에드워드가 지급해야 했기 때문이었다. 이 시기 알브레 영주는 프랑스 여왕의 자매인 부르봉의 마르귀리트와 혼약을 진행하고 있었고, 흑태자는 이 혼담이 자신을 귀찮게 할 것이라 생각하고 있었다. 게다가 흑태자는 지난 전쟁에서 걸린 병에 여전히 시달리고 있었기 때문에 이 두 달베르(D'Albret) 가문 귀족들의 행동이 천박하다고 여겼다. 한편 샤를 5세는 이들이 프랑스 편에 서면 연금을 하사하겠다고 제안하였다.
막대한 전쟁 비용 때문에 흑태자는 심각한 재정 위기에 놓여 있었다. 보르도로 돌아간 흑태자는 곧바로 의회를 소집하고 향후 5년 동안 한 사람당 연간 10 솔리두스의 노세(爐稅)를 내도록 하였다. 이 법은 1368년 1월 25일 공포되었다. 아키텐의 대법관이었던 존 헤어월은 니오르에서 회합을 열고 새로 제정된 세법을 받아들이도록 귀족들을 설득하였다. 프아투, 생토뉴, 리무쟁, 루에르그의 남작들은 동의하였으나 백작들을 대리해 참석한 이들은 거부하였다. 6월 20일과 10월 25일 아르마냑, 페리고르, 피에르-레이몽의 백작들과 알브레의 영주는 프랑스 국왕을 자신들의 가장 높은 주군이라 부르며 흑태자의 세금에 대한 불만을 전했다. 그 사이 흑태자의 친구인 챈더스는 세금에 대해 강력히 항의하며 직위를 사임하고 그의 노르망디 영지로 돌아가 버렸다.
샤를 5세는 이 상황을 명분 삼아 1369년 1월 25일 흑태자에게 사신을 보내 개인으로서 파리로 출두해 재판을 받으라고 포고하였다. 흑태자는 "우리는 기꺼이 프랑스 국왕 앞에 출두할 것이다. 우리의 헬멧과 우리의 머리, 그리고 6천의 군사와 함께"라고 답변하였다. 흑태자는 사신을 붙잡아두고 페리고르 백작을 비롯한 샤를 5세에게 청원한 귀족들에게 복수를 하여 많은 병사들을 죽였다. 흑태자는 아직 선전포고를 하지는 않았지만 챈도스에게 사람을 보내 자신을 도와달라고 요청하였다. 이러는 사이에도 흑태자의 병은 점점 악화되었고 그는 직접 군대를 지휘하기는커녕 말조차 탈 수 없는 상태였다. 1367년 3월 이후 이때까지 9백개의 마을과 성들, 그리고 여러 영지가 프랑스 편으로 돌아섰다.

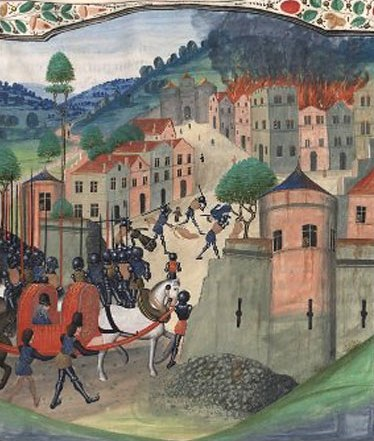
리모주의 함락

흑태자는 상황 악화에 대해 부왕에게 경고하였으나 부왕 에드워드는 신통한 답변을 내놓지 않았다. 기록을 살피면 부왕은 흑태자의 권력을 질투하고 있었다. 이런 가운데 1369년 4월 전쟁이 선포되었다. 부왕 에드워드는 흑태자를 지원하기 위해 캠브리지와 펨브로크의 백작을 보냈고 오랫동안 측근으로 두었던 로버트 놀레스도 파견하였다. 전쟁은 혼전 양상을 보였고 잉글랜드군은 차츰 아키텐 영토를 지키는 것도 벅찬 상태가 되었다.
1370년 1월 1일 흑태자의 친구 챈도스가 전사하였고 많은 병력을 잃었다. 가스코뉴 영주들을 달랠 전리품이 바닥나자 흑태자는 자신의 직할지만을 간신히 방어할 수 있을 뿐이었다. 이 사이 흑태자의 동생 곤트의 존은 잉글랜드에서 흑태자에 대항하여 파벌을 형성하였다. 흑태자를 지원하러 간 여름 무렵 존은 거의 에드워드를 대신하여 태자가 된 듯 행동하였다.
그 해 봄 샤를 5세는 두 개의 대규모 군대를 모아 아키텐을 침공하였다. 둘은 양갈래로 진군하여 앙굴렘의 흑태자를 포위하였다. 그러나 흑태자는 병 때문에 침대에 누워있었고 많은 마을들이 프랑스군 수중에 떨어졌다. 흑태자가 신뢰하였던 리모주의 주교는 도시가 포위되자 항복하였다. 리모주를 잃은 후 흑태자는 코냐크에 4천의 병사를 집결시켰지만 그의 병세는 여전히 말에도 오르지 못할 정도였다. 그럼에도 흑태자의 군대는 리모주를 함락 시킬 수 있었다.
빅토리아 시대의 역사학자 윌리엄 헌트와 1889년 《영국인명사전》(Dictionary of National Biography)의 저자들은 프루아사르의 연대기를 인용하여 흑태자는 리모주 함락 후 자기 앞으로 불려나온 주교에게 목을 잘라 마땅하나 불가항력이었던 점을 감안하여 목숨만은 살려준다고 말하였으나 대신 도시의 모든 남성 3천명은 죄를 물어 학살하였다고 기록하였다. 그러나 2008년 리처드 바버가 편찬한 《옥스퍼드 영국인명사전》(Oxford Dictionary of National Biography)은 당시 살해된 사람이 3백여명 정도로 프루아사르의 기록은 과장된 것이라고 적고 있다.
흑태자는 코냐크로 귀환한 뒤 병세가 악화되었고 더 이상 지휘를 할 수 없었다. 그는 앙굴램을 거쳐 보르도로 퇴각하였다.

## 잉글랜드 귀환과 죽음

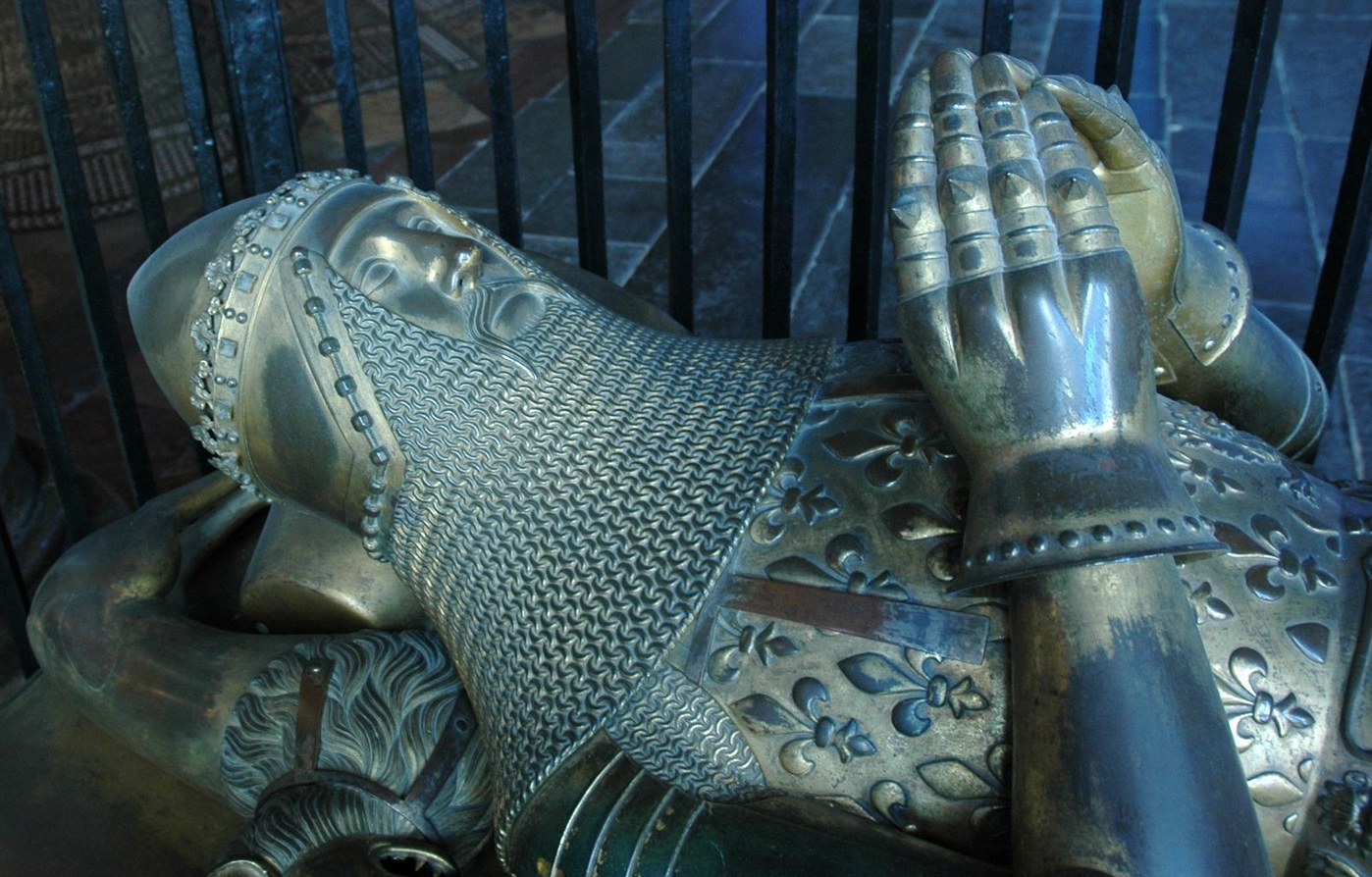
에드워드 흑태자의 관 위에 놓인 청동상

이 즈음에 흑태자의 장남 앙굴램의 에드워드가 사망하였다. 흑태자는 크게 상심하였고 병세도 악화되었다. 그는 의사의 충고에 따라 잉글랜드로 귀환하였고 랭캐스터 공에게 아키텐의 통치를 맡겼다. 1371년 1월 흑태자는 사우샘프턴에 상륙하여 윈저 성에서 부왕을 알현하고 한 달 전 부왕 에드워드가 에브뢰의 백작 샤를 2세와 진행하고 있던 영지 분할 조약을 중지시켰다. 그 뒤 흑태자가 자신의 영지 버컴스테드에 당도할 때에 그의 병세는 이미 가망이 없을 정도로 악화되어 있었다.
흑태자가 잉글랜드로 귀환할 당시 플랜태저넷 왕가는 이미 방계간의 분열이 싹트고 있었고 랭커스터가는 자신들의 역량을 키우고 있었다. 병세가 약간 호전되자 흑태자는 부왕과 함께 프랑스의 뚜아흐로 항해하였으나 강풍이 불어 돌아올 수 밖에 없었다. 10월 6일 흑태자는 아키텐 공과 가스코뉴 영주의 지위를 사임하였고, 한 달 뒤 아키텐 의회는 이를 승인하였다. 의회의 승인 절차가 끝나자 기사단은 해체되었다.
나날이 병세가 악화되던 흑태자는 1376년 6월 8일 사망하였다.

## 문장

웨일스 공 문장 - 플랜태저넷 왕가의 방패와 잉글랜드 왕위 계승자의 왕관
웨일스 공 문장 - 플랜태저넷 왕가의 방패 위에 장자를 뜻하는 문양
에드워드 흑태자에게서 기원한 웨일스 공의 깃털 문장 - 흑태자의 모토 "Ich dien"(나는 봉사한다)를 의미한다.

## 가족 관계

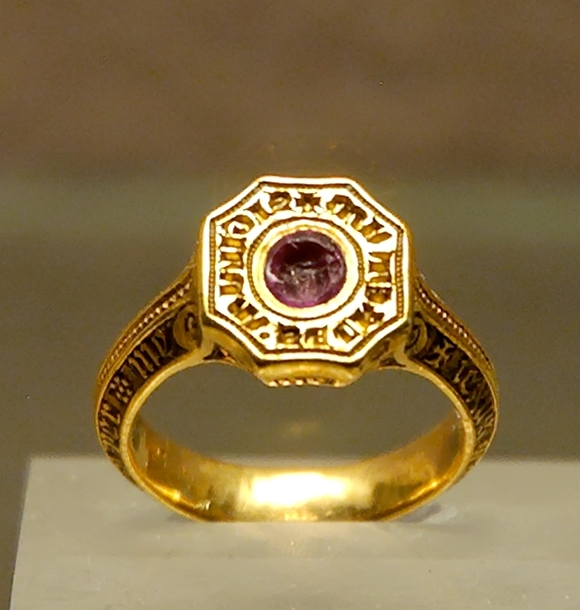
흑태자의 인장 반지, 루브르 박물관 소장

에드워드 흑태자는 그의 사촌인 켄트의 조안과 결혼하였다. 조안은 아키텐에서 두 명의 아들을 낳았다.
- 앙굴렘의 에드워드는 1364년 7월 27일 태어났으나[79] 1371년 1월 어려서 죽었다.[80]
- 리처드는 훗날 아버지를 대신하여 할아버지의 왕위를 계승하였다.

조안은 흑태자와 결혼하기 전에 이미 제1대 켄트 백작 토머스 홀랜드와 결혼하여 두 명의 자녀가 있었고 흑태자는 결혼 후 이들의 양아버지가 되었다.
- 제2대 켄트 백작 토머스 홀랜드
- 제1대 엑세터 공작 존 홀랜드

애드워드 흑태자는 결혼 전에 이미 몇 명의 친생자가 있었다.
에디스 드 윌레스포드(1385년 이후 사망) 사이에서:
- 로거 클라렌던(1352년 무렵 – 1402년 처형됨)[81]

이름을 알 수 없는 여성 사이에서:
- 존 사운더스[78][82]
- 그외 수 명

## 흑태자라는 호칭
에드워드를 흑태자로 부르기 시작한 최초의 기록은 1530년대의 것이다. 에드워드 사후 165년이 지나 골동품 연구가 존 리랜드가 라틴어로 쓴 《Edwardi Principis cog: Nigri》(에드워드 왕자 일명: 흑태자) 가 널리 알려지면서 흑태자라는 호칭도 일반적으로 쓰이게 되었다. 리랜드 이후 14세기에서 15세기의 여러 작가들이 에드워드를 흑태자로 표현하였는데 로거 아솀(1545년), 리처드 그라프턴(1569년), 라파엘 홀린셰드(1577년), 그리고 윌리엄 셰익스피어의 《리처드 2세》(1595년 무렵) 등에서 흑태자라고 표현하고 있다.
왜 이런 별명을 붙이게 되었는 지는 확실치 않으나 흑태자의 무장과 방패가 검은색이었기 때문이라는 설과 그가 전쟁을 치르며 보인 잔혹한 학살과 약탈 때문이라는 설이 있다. 그의 깃털 문양 바탕색이 검정이기 때문이라는 것은 후대에 붙인 말로 그리 신빙성이 없다.
에드워드의 프랑스 약탈은 기록이 잘 남아있는 편이고 프랑스의 병사 필립 드 메지에레는 당대에 그를 일컬어 가장 큰 "검은 멧돼지" 로 표현하기도 하였다. 흑태자라는 별칭이 널리 퍼진 뒤에 셰익스피어는 《헨리 5세》에서 프랑스 왕이 에드워드를 일컬어 "그 검은 이름, 에드워드, 검은 웨일스 공"이라고 표현하고 있고, 존 스피드는 1611년 흑태자라는 명칭이 "그의 갑옷 색 때문이 아니라 잔혹한 행위 때문"이라고 평하였다.

## 같이 보기
- A43 블랙 프린스

## 참고 문헌
- Armitage-Smith, Sydney (1905), 《John of Guant: King of Castile and Leon, Duke of Aquitaine and Lancaster, Earl of Derby, Lincoln, and Leicester, Seneschal of England》, Charles Scribner's Sons, 21쪽</ref>
- Ascham, Roger (1545), 《Toxophilus》 1, London, 40쪽
- Barber, Richard (1978), 《Edward, Prince of Wales and Aquitaine: a biography of the Black Prince》, London: Allen Lane, ISBN 0-7139-0861-0
- Barber, Richard (January 2008), 〈Edward, prince of Wales and of Aquitaine (1330–1376)〉, 《옥스포드 영국 인명 사전》 온라인판, 옥스포드 대학교 출판부, doi:10.1093/ref:odnb/8523 (Subscription 또는 UK 공공도서관 회원 필수.)
- Costain, Thomas B. (1962) [1958], 《The Three Edwards》, New York: Popular Library, 87쪽
- Froissart, Sir John (1848), 《Chronicles of England, France and Spain and the Surrounding Countries, Translated from the French Editions with Variations and Additions from Many Celebrated MSS》, 번역 Johnes, Thomas, London: William Smith, 398–411쪽
- Grafton, Richard (1569), 《A Chronicle at Large》, London, 223, 293, 324쪽
- Green, David (2007), 《Edward, the Black Prince: Power in Medieval Europe》, Harlow: Longman, 73쪽, ISBN 978-0-582-78481-9
- Harvey, John (1976), 《The Black Prince and his Age》, London: Batsford, ISBN 0-7134-3148-2
- Holinshed, Raphael (1577), 《The Laste Volume of the Chronicles of England, Scotlande, and Irelande》, London, 893, 997, 1001쪽
- Hoskins, Peter (2011), 《In the Steps of the Black Prince: the Road to Poitiers, 1355–1356》, Woodbridge: Boydell, ISBN 978-1-84383-611-7
- Jones, Dan (2014), 《The Plantagenets: the warrior kings and queens who made England》, New York: Penguin, 524쪽.
- Jones, Michael (2017), 《The Black Prince》, London: Head of Zeus, 365–7쪽, ISBN 9781784972936
- Leland, John (1774),  Hearne, Thomas, 편집., 《Collectanea》 2 3판, London, 307, 479쪽
- MacNalty, A. S. (1955), “The illness of Edward the Black Prince.”, 《Br Med J》 1 (4910): 411, doi:10.1136/bmj.1.4910.411, PMC 2061131, PMID 13230513
- Redlich, Marcellus Donald R. von (2009) [1941], 《Pedigrees of Some of the Emperor Charlemagne's Descendants》 I 1, reprint, ebook판, Genealogical Publishing Company, 64쪽, ISBN 9780806304946
- Sainte-Marie, Père Anselme de (1726), 《Histoire généalogique et chronologique de la maison royale de France》 [Genealogical and chronological history of the royal house of France] (프랑스어) 1 3판, Paris: La compagnie des libraires, 87–88쪽}
- Siddons, Michael Powell (2009), 《Heraldic Badges in England and Wales 2.1.》, Woodbridge: Society of Antiquaries/Boydell, 178–190쪽
- Speed, John (1611), 《The History of Great Britaine under the Conquests of ye Romans, Saxons, Danes and Normans》, London, 567쪽
- Velde, Francois R. (2013년 8월 5일), “Marks of cadency in the British royal family”, 《Heraldica》, 2017년 11월 10일에 확인함.(출처 품질이 좋지 않음)
- Wagner, J. (2006), 《Encyclopedia of the Hundred Years War》 (PDF), Westport, Connecticut: Greenwood Press, ISBN 978-0-313-32736-0, 2018년 7월 16일에 원본 문서 (PDF)에서 보존된 문서, 2019년 7월 31일에 확인함
- Weir, Alison (1999), 《Britain's Royal Families: The Complete Genealogy》, London: The Bodley Head, 75, 92쪽
- Weir, Alison (2008), 《Britain's Royal Families: the complete genealogy》, London: Vintage Books, 95쪽

영국 인명 사전
- 이 글은 퍼블릭 도메인: Hunt, William (1889), 〈Edward the Black Prince〉,   Stephen, Leslie, 《영국인명사전》 17, 런던: Smith, Elder & Co, 90–101쪽 에서 나온 글과 연관되어 있습니다. Endnotes
  - Barnes (1688), 《History of Edward III with that of the Black Prince》;
  - Collins, Arthur, 《Life of Edward, Prince of Wales》;
  - James, G.P.R. (1822), 《Hist. of the Life of Edward the Black Prince》, eulogistic and wordy, but useful;
  - in the edition of 1836 James defends his work from the strictures of the Athenæum;
  - Longman's Life and Times of Edward III;
  - Murimuth cum cont. Engl. Hist. Soc.;
  - Thomas Walsingham, Eulogium Historiarum, and Chronicon Angliæ (Rolls Ser.);
  - Robert of Avesbury "Historia de Mirabilibus Gestis Edwardi III", published by Thomas Hearne (antiquarian)|Thomas Hearne, Oxford (1720);
  - Henricus Knighton Leicestrensis in Historiae Anglicanae Scriptores Decem, complied and published by Sir Roger Twysden (1652);
  - Stow's Annales;
  - Galfridus le Baker de Swinbroke, chronicon Angliae Temporibus Edwardi II et Edwardi III edition by J. A. Giles, London (1847);
  - Sloane MSS. 56 and 335 ;
  - Archæologia, xxix. xxxi. xxxii.;
  - Rolls of Parliament;
  - Rymer's Fœdera, Record ed.;
  - Jehan le Bel, Chálons-sur-Marne edition by L. Polain (1863);
  - Froissart, ed. Luce and ed. Buchon;
  - Chandos Herald, Le Prince Noir, poème du Héraut Chandos, edition by Fr. Michel (1883);
  - Chronique de Bertrand du Guesclin, Panthéon Litt.;
  - Istorie di Matteo Villaui, Muratori, Rerum Ital. ss. xiv.
  - For the battle of Poitiers, Mémoires de la Société des Antiquaires de l'Ouest, viii. 59, xi. 76.
  - For the Spanish campaign, Pero López de Ayala|Lopez de Ayala's Crónicas de los Reyes de Castilla, ed. 1779.
  - For other references see under 〈Edward III〉. 《영국인명사전》 17. 1889. , in text of above art., and in the notes of M. Luce's Froissart.

| 전임 공석 (마지막으로 에드워드 2세) | 웨일스 공 1330년 - 1376년 | 후임 보르도의 리처드 |

| 전임 새 작위 | 아키텐 공작 1361년 - 1372년 | 후임 왕위와 합쳐짐 |

| 전임 새 작위 | 콘월 공작 1337년 - 1376년 | 후임 보르도의 리처드 |